# ام‌وی ارگیل
ام‌وی ارگیل (به انگلیسی: MV Argyle) یک کشتی است که طول آن 72 m می‌باشد. این کشتی در سال ۲۰۰۶ ساخته شد.